# أمينة الطهيف
أمينة الطهيف (المعروفة أيضاً باسم أمينة علي أبوطيف الطهيف) هي امرأة يمنية حُكم عليها بالإعدام في سن 14 عاماً لقتلها زوجها، حَزن هسام قبايل. وأُلغي حكم الإعدام الصادر بحقها في وقت لاحق بسبب الضجة الدولية، وسُجنَت بدلاً من ذلك لمدة 10 سنوات. تم اعتقالها في عام 1998، أثبت طبيب عينته الحكومة أنه وقت ارتكاب الجريمة كانت بين 14 و15 عاماً. وقد أكدت باستمرار براءتها.

## النشأة
تزوجت أمينة وهي طفلة من حَزن هسام قبلي (عندما كانت في الحادية عشرة). وقد نشأت في منطقة ريفية في اليمن ولم تلتحق بالمدرسة.

## جريمة القتل

### المشتبه فيهم الآخرون
ادعت الطهيف ان ابن عم زوجها حَزن قبايل، خنقه حتى الموت، حيث كان الاثنان يتنازعان على الأراضي. ابن عم زوجها ايضاً محكوم عليه بالإعدام لنفس جريمة القتل.
كما تقول انتقادات محاكمة الطهيف إن القوة المطلوبة لخنق رجل كامل، ثم جرّ جثته إلى الخزان لجعلها تبدو كما لو أنه غرق، كانت ستتطلب قوة كبيرة تتجاوز قوة طفل. كما ذكرت الطهيف أنها تعرضت للتعذيب حتى اعترفت.

### حكم بالإعدام
لم يكن لدى الطهيف تمثيل قانوني مناسب، وكان من المقرر إعدامها في عام 2002 (عندما كانت تبلغ من العمر ما يكفي ليتم إعدامها بموجب القوانين اليمنية).
أثار هذا الجدل بسبب سنها في اليمن، لا يمكن للأطفال الحصول على عقوبة الإعدام إلا إذا كان عمرهم 15 عامًا على الأقل وقت الإعدام (والطبيب لم يكن متأكدًا من عمرها بالضبط). لم يكن لدى الطهيف أي وثائق تثبت عمرها، ولذلك قامت الحكومة بمحاكمتها كشخص بالغ على الرغم من نتائج الطبيب. وقعت اليمن أيضًا على اتفاقية الأمم المتحدة لحقوق الطفل، والتي تنص على أنه لا يمكن أن يُعاقب الأطفال بالإعدام (بمعنى أن الأطفال الذين يبلغون 18 عامًا فقط يمكنهم الحصول على عقوبة الإعدام).

### الاغتصاب والحمل
تم اغتصاب الطهيف من قبل أحد حراس السجن أثناء وجودها في سجن المحويت وأصبحت حاملاً بعد ذلك. أدى الحمل إلى عدم قدرة اليمن على تنفيذ حكم الإعدام لأن القانون اليمني ينص على أنه لا يمكن إعدام الأم حتى يبلغ الطفل الثانية من العمر (عندما يتوقف الطفل عن الرضاعة الطبيعية).

### وقف التنفيذ
ووقف تنفيذ حكم الإعدام حتى عام 2005 بسبب الحمل.

### المطالبة بمحاكمة جديدة
طالب عدد من المشاهير والمنظمات غير الربحية والدولية بمحاكمة جديدة للرهيف. من ليلي غروبر، إيما بونينو، إلى منظمة العفو الدولية.

### دفع الدية
وبعد الجدل، استخدم المسؤولون اليمنيون قانون الشريعة كبديل عن عقوبة الإعدام، وهو دفع «الدية» لأسرة الضحية. يعتبر الدفع بديلاً مقبولاً للتنفيذ. عرض الدكتور أتارد مونتالتو دفع المبلغ، إلا أن الأقارب رفضوا بالفعل «الدية»، بحجة أن قبول المال مقابل الإفراج عن المرأة يعني أنهم يقبلون أن يكون أحد أفراد أسرتهم قد ارتكب جريمة القتل دون تورط الرهيف.

### إطلاق سراحها بعد مدة السجن المنقضية
بسبب الجدل وسنها، تم الإفراج عن الرهيف بعد أن قضت الحد الأقصى لعقوبة الشباب وهو 10 سنوات.

## فيلم
قامت المخرجة خديجة السلامي بإخراج الفيلم الوثائقي «أمينة» (2006)، والذي تم عرضه خلال مهرجان الفيلم العربي في أكتوبر في منطقة سان فرانسيسكو. وناشدت خديجة السلامي الرئيس اليمني علي عبد الله صالح مباشرة نقض إدانة الطهيف.